# فینال جام در جام اروپا ۱۹۹۴
فینال جام در جام اروپا ۱۹۹۴، رقابت پایانی جام در جام اروپا در سال ۱۹۹۴ میلادی است که مابین دو تیم باشگاه فوتبال آرسنال و باشگاه فوتبال پارما برگزار شده‌است.
این مسابقه که در تاریخ ۴ مه ۱۹۹۴ انجام شده‌است با نتیجه ۱ بر ۰ به سود تیم باشگاه فوتبال آرسنال به پایان رسید.